# ویسانو
ویسانو (به ایتالیایی: Visano) یک کومونه در ایتالیا است که در استان برشا واقع شده‌است.

## خصوصیات
ویسانو ۱۱٫۲۱ کیلومترمربع مساحت و ۱٬۹۶۷ نفر جمعیت دارد و ۵۹ متر بالاتر از سطح دریا واقع شده‌است.